# فيراما
الفيراما نوع من علامات الوقف على الحرف وتسكينه، تدل عليه شكلة يتنوع شكلها حسب الخطوط المستعملة لدى أسرة الكتابات البراهمية.

## أصناف
- ्  — ديوانكري
- ্  — بنغالي
- ੍  — كرمكهي
- ् — كجراتي
- ୍  — أورياني
- ்  — تاميلي
- ् — تيلوجوي
- ್  — كانادي
- ്  — مالايالامي